# 3 Heures de Laguna Seca FIA GT 1997
Navigation
Édition suivante
Les 3 Heures de Laguna Seca 1997 FIA GT, disputées le 26 octobre 1997 sur le circuit de Laguna Seca, sont la onzième et dernière manche du championnat FIA GT 1997.

## Course

### Classement de la course
Classement à l'issue de la course (vainqueurs de catégorie en gras), :
| Pos.   | Catégorie | N° | Écurie                                  | Pilotes                                     | Châssis                      | Pneus | Tours |
| Pos.   | Catégorie | N° | Écurie                                  | Pilotes                                     | Moteur                       | Pneus | Tours |
| ------ | --------- | -- | --------------------------------------- | ------------------------------------------- | ---------------------------- | ----- | ----- |
| 1      | GT1       | 11 | AMG-Mercedes                            | Bernd Schneider Klaus Ludwig                | Mercedes-Benz CLK GTR        | B     | 130   |
| 1      | GT1       | 11 | AMG-Mercedes                            | Bernd Schneider Klaus Ludwig                | Mercedes-Benz LS600 6.0L V12 | B     | 130   |
| 2      | GT1       | 7  | Porsche AG                              | Bob Wollek Yannick Dalmas                   | Porsche 911 GT1 Evo          | M     | 130   |
| 2      | GT1       | 7  | Porsche AG                              | Bob Wollek Yannick Dalmas                   | Porsche 3.2L Turbo Flat-6    | M     | 130   |
| 3      | GT1       | 47 | Porsche AG                              | Allan McNish Ralf Kelleners                 | Porsche 911 GT1 Evo          | M     | 130   |
| 3      | GT1       | 47 | Porsche AG                              | Allan McNish Ralf Kelleners                 | Porsche 3.2L Turbo Flat-6    | M     | 130   |
| 4      | GT1       | 3  | Gulf Team Davidoff GTC Racing           | Pierre-Henri Raphanel Jean-Marc Gounon      | McLaren F1 GTR               | M     | 130   |
| 4      | GT1       | 3  | Gulf Team Davidoff GTC Racing           | Pierre-Henri Raphanel Jean-Marc Gounon      | BMW S70 6.0L V12             | M     | 130   |
| 5      | GT1       | 6  | Porsche AG                              | Thierry Boutsen Hans Joachim Stuck          | Porsche 911 GT1 Evo          | M     | 129   |
| 5      | GT1       | 6  | Porsche AG                              | Thierry Boutsen Hans Joachim Stuck          | Porsche 3.2L Turbo Flat-6    | M     | 129   |
| 6      | GT1       | 1  | Gulf Team Davidoff GTC Racing           | Geoff Lees Anders Olofsson                  | McLaren F1 GTR               | M     | 128   |
| 6      | GT1       | 1  | Gulf Team Davidoff GTC Racing           | Geoff Lees Anders Olofsson                  | BMW S70 6.0L V12             | M     | 128   |
| 7      | GT1       | 12 | AMG-Mercedes                            | Alexander Wurz Greg Moore                   | Mercedes-Benz CLK GTR        | B     | 127   |
| 7      | GT1       | 12 | AMG-Mercedes                            | Alexander Wurz Greg Moore                   | Mercedes-Benz LS600 6.0L V12 | B     | 127   |
| 8      | GT1       | 10 | AMG-Mercedes                            | Marcel Tiemann Alessandro Nannini           | Mercedes-Benz CLK GTR        | B     | 127   |
| 8      | GT1       | 10 | AMG-Mercedes                            | Marcel Tiemann Alessandro Nannini           | Mercedes-Benz LS600 6.0L V12 | B     | 127   |
| 9      | GT1       | 14 | GT1 Lotus Racing                        | Jan Lammers Mike Hezemans Max Angelelli     | Lotus Elise GT1              | M     | 127   |
| 9      | GT1       | 14 | GT1 Lotus Racing                        | Jan Lammers Mike Hezemans Max Angelelli     | Chevrolet 6.0L V8            | M     | 127   |
| 10     | GT1       | 2  | Gulf Team Davidoff GTC Racing           | John Nielsen Thomas Bscher                  | McLaren F1 GTR               | M     | 127   |
| 10     | GT1       | 2  | Gulf Team Davidoff GTC Racing           | John Nielsen Thomas Bscher                  | BMW S70 6.0L V12             | M     | 127   |
| 11     | GT1       | 8  | BMW Motorsport Schnitzer Motorsport     | Roberto Ravaglia Steve Soper                | McLaren F1 GTR               | M     | 125   |
| 11     | GT1       | 8  | BMW Motorsport Schnitzer Motorsport     | Roberto Ravaglia Steve Soper                | BMW S70 6.0L V12             | M     | 125   |
| 12     | GT1       | 30 | G-Force Strandell                       | Geoff Lister John Greasley Magnus Wallinder | Porsche 911 GT1              | D     | 124   |
| 12     | GT1       | 30 | G-Force Strandell                       | Geoff Lister John Greasley Magnus Wallinder | Porsche 3.2L Turbo Flat-6    | D     | 124   |
| 13     | GT1       | 17 | JB Racing                               | Emmanuel Collard Mauro Baldi                | Porsche 911 GT1 Evo          | M     | 123   |
| 13     | GT1       | 17 | JB Racing                               | Emmanuel Collard Mauro Baldi                | Porsche 3.2L Turbo Flat-6    | M     | 123   |
| 14     | GT2       | 56 | Roock Racing                            | Bruno Eichmann Stéphane Ortelli             | Porsche 911 GT2              | M     | 121   |
| 14     | GT2       | 56 | Roock Racing                            | Bruno Eichmann Stéphane Ortelli             | Porsche 3.6L Turbo Flat-6    | M     | 121   |
| 15     | GT2       | 52 | Viper Team Oreca                        | Justin Bell Tommy Archer                    | Chrysler Viper GTS-R         | M     | 120   |
| 15     | GT2       | 52 | Viper Team Oreca                        | Justin Bell Tommy Archer                    | Chrysler 8.0L V10            | M     | 120   |
| 16     | GT2       | 51 | Viper Team Oreca                        | Olivier Beretta Philippe Gache              | Chrysler Viper GTS-R         | M     | 120   |
| 16     | GT2       | 51 | Viper Team Oreca                        | Olivier Beretta Philippe Gache              | Chrysler 8.0L V10            | M     | 120   |
| 17     | GT2       | 54 | Chamberlain Engineering                 | Tim O'Kennedy Richard Dean                  | Chrysler Viper GTS-R         | G     | 116   |
| 17     | GT2       | 54 | Chamberlain Engineering                 | Tim O'Kennedy Richard Dean                  | Chrysler 8.0L V10            | G     | 116   |
| 18     | GT2       | 63 | Krauss Motorsport                       | Michael Trunk Bernhard Müller               | Porsche 911 GT2              | P     | 115   |
| 18     | GT2       | 63 | Krauss Motorsport                       | Michael Trunk Bernhard Müller               | Porsche 3.6L Turbo Flat-6    | P     | 115   |
| 19     | GT2       | 70 | Dellenbach Motorsport                   | Klaus Horn Rainer Bonnetmsüller             | Porsche 911 GT2              | D     | 115   |
| 19     | GT2       | 70 | Dellenbach Motorsport                   | Klaus Horn Rainer Bonnetmsüller             | Porsche 3.6L Turbo Flat-6    | D     | 115   |
| 20     | GT2       | 58 | Estoril Racing Team                     | Michel Monteiro Manuel Monteiro             | Porsche 911 GT2              | ?     | 114   |
| 20     | GT2       | 58 | Estoril Racing Team                     | Michel Monteiro Manuel Monteiro             | Porsche 3.6L Turbo Flat-6    | ?     | 114   |
| 21     | GT2       | 53 | Chamberlain Engineering                 | Tim Moser Shane Lewis Patrick Vuillaume     | Chrysler Viper GTS-R         | G     | 114   |
| 21     | GT2       | 53 | Chamberlain Engineering                 | Tim Moser Shane Lewis Patrick Vuillaume     | Chrysler 8.0L V10            | G     | 114   |
| 22     | GT2       | 97 | GMB Motorsports                         | Cort Wagner Dirk Layer Kelly Collins        | Porsche 911 GT2              | ?     | 113   |
| 22     | GT2       | 97 | GMB Motorsports                         | Cort Wagner Dirk Layer Kelly Collins        | Porsche 3.6L Turbo Flat-6    | ?     | 113   |
| 23     | GT2       | 72 | Elf Haberthur Racing                    | Michel Neugarten Stéphane de Groodt         | Porsche 911 GT2              | D     | 108   |
| 23     | GT2       | 72 | Elf Haberthur Racing                    | Michel Neugarten Stéphane de Groodt         | Porsche 3.6L Turbo Flat-6    | D     | 108   |
| 24 DNF | GT2       | 77 | Saleen-Allen Speedlab Cirtek Motorsport | Robert Schirle Christian Vann               | Saleen Mustang RRR           | D     | 107   |
| 24 DNF | GT2       | 77 | Saleen-Allen Speedlab Cirtek Motorsport | Robert Schirle Christian Vann               | Ford 5.9L V8                 | D     | 107   |
| 25     | GT2       | 60 | Marcos Racing International             | Rob Wilson Martijn Koene                    | Marcos LM600                 | D     | 106   |
| 25     | GT2       | 60 | Marcos Racing International             | Rob Wilson Martijn Koene                    | Chevrolet 5.9L V8            | D     | 106   |
| 26 DNF | GT2       | 57 | Roock Racing                            | Uwe Alzen Claudia Hürtgen                   | Porsche 911 GT2              | M     | 66    |
| 26 DNF | GT2       | 57 | Roock Racing                            | Uwe Alzen Claudia Hürtgen                   | Porsche 3.6L Turbo Flat-6    | M     | 66    |
| 27 DNF | GT1       | 29 | Newcastle United Lister                 | Julian Bailey Eric van de Poele             | Lister Storm GTL             | D     | 103   |
| 27 DNF | GT1       | 29 | Newcastle United Lister                 | Julian Bailey Eric van de Poele             | Jaguar 7.0L V12              | D     | 103   |
| 28     | GT2       | 69 | Proton Competition                      | Gerold Ried Manfred Jurasz                  | Porsche 911 GT2              | P     | 98    |
| 28     | GT2       | 69 | Proton Competition                      | Gerold Ried Manfred Jurasz                  | Porsche 3.6L Turbo Flat-6    | P     | 98    |
| 29 DNF | GT2       | 62 | Stadler Motorsport                      | Uwe Sick Denis Lay                          | Porsche 911 GT2              | P     | 96    |
| 29 DNF | GT2       | 62 | Stadler Motorsport                      | Uwe Sick Denis Lay                          | Porsche 3.6L Turbo Flat-6    | P     | 96    |
| 30 DNF | GT2       | 87 | Roock Racing                            | Hugh Price John Robinson André Ahrlé        | Porsche 911 GT2              | M     | 91    |
| 30 DNF | GT2       | 87 | Roock Racing                            | Hugh Price John Robinson André Ahrlé        | Porsche 3.6L Turbo Flat-6    | M     | 91    |
| 31 DNF | GT1       | 27 | Parabolica Motorsport                   | Gary Ayles Chris Goodwin                    | McLaren F1 GTR               | M     | 82    |
| 31 DNF | GT1       | 27 | Parabolica Motorsport                   | Gary Ayles Chris Goodwin                    | BMW S70 6.0L V12             | M     | 82    |
| 32 DNF | GT2       | 61 | Stadler Motorsport                      | Enzo Calderari Lilian Bryner Ulli Richter   | Porsche 911 GT2              | P     | 51    |
| 32 DNF | GT2       | 61 | Stadler Motorsport                      | Enzo Calderari Lilian Bryner Ulli Richter   | Porsche 3.6L Turbo Flat-6    | P     | 51    |
| 33 DNF | GT2       | 66 | Konrad Motorsport                       | Franz Konrad Toni Seiler Nick Ham           | Porsche 911 GT2              | P     | 37    |
| 33 DNF | GT2       | 66 | Konrad Motorsport                       | Franz Konrad Toni Seiler Nick Ham           | Porsche 3.6L Turbo Flat-6    | P     | 37    |
| 34 DNF | GT2       | 95 | Saleen-Allen Speedlab Cirtek Motorsport | Steve Saleen Carlos Palau                   | Saleen Mustang RRR           | D     | 22    |
| 34 DNF | GT2       | 95 | Saleen-Allen Speedlab Cirtek Motorsport | Steve Saleen Carlos Palau                   | Ford 5.9L V8                 | D     | 22    |
| 35 DNF | GT2       | 59 | Marcos Racing International             | Cor Euser Harald Becker                     | Marcos LM600                 | D     | 65    |
| 35 DNF | GT2       | 59 | Marcos Racing International             | Cor Euser Harald Becker                     | Chevrolet 5.9L V8            | D     | 65    |
| 36 DNF | GT1       | 9  | BMW Motorsport Schnitzer Motorsport     | Peter Kox JJ Lehto                          | McLaren F1 GTR               | M     | 12    |
| 36 DNF | GT1       | 9  | BMW Motorsport Schnitzer Motorsport     | Peter Kox JJ Lehto                          | BMW S70 6.0L V12             | M     | 12    |
| 37 DNF | GT2       | 55 | Augustin Motorsport                     | Wido Rössler Wolfgang Kaufmann              | Porsche 911 GT2              | G     | 11    |
| 37 DNF | GT2       | 55 | Augustin Motorsport                     | Wido Rössler Wolfgang Kaufmann              | Porsche 3.6L Turbo Flat-6    | G     | 11    |
| 38 DNF | GT1       | 20 | DAMS Panoz                              | Éric Bernard Franck Lagorce                 | Panoz Esperante GTR-1        | M     | 10    |
| 38 DNF | GT1       | 20 | DAMS Panoz                              | Éric Bernard Franck Lagorce                 | Ford (Roush) 6.0L V8         | M     | 10    |
| 39 DNF | GT1       | 13 | GT1 Lotus Racing                        | Fabien Giroix Jean-Denis Delétraz           | Lotus Elise GT1              | M     | 7     |
| 39 DNF | GT1       | 13 | GT1 Lotus Racing                        | Fabien Giroix Jean-Denis Delétraz           | Chevrolet LT5 6.0L V8        | M     | 7     |
| 40 DNF | GT2       | 80 | Morgan Motor Company                    | Mark Hales William Wykeham David Vegher     | Morgan Plus 8 GTR            | D     | 2     |
| 40 DNF | GT2       | 80 | Morgan Motor Company                    | Mark Hales William Wykeham David Vegher     | Rover 5.0L V8                | D     | 2     |
| DSQ†   | GT1       | 5  | David Price Racing                      | David Brabham Andy Wallace                  | Panoz Esperante GTR-1        | G     | 128   |
| DSQ†   | GT1       | 5  | David Price Racing                      | David Brabham Andy Wallace                  | Ford (Roush) 6.0L V8         | G     | 128   |
| DSQ†   | GT1       | 4  | David Price Racing                      | Perry McCarthy Olivier Grouillard           | Panoz Esperante GTR-1        | G     | 124   |
| DSQ†   | GT1       | 4  | David Price Racing                      | Perry McCarthy Olivier Grouillard           | Ford (Roush) 6.0L V8         | G     | 124   |